# センシア
センシア（英語: Sensia ）は、富士フイルムのカラーリバーサルフィルムのブランド「フジクローム」を冠する銘柄のかつて存在したシリーズである。2011年（平成23年）12月、センシアIII100（センシアスリーひゃく）135フィルムの24枚撮・36枚撮のそれぞれ単品の販売終了をもって、同銘柄は廃番となった。

## 略歴・概要
1994年（平成6年）、富士写真フイルム（現在の富士フイルム）は、フジクロームセンシア100（RA, ISO 100/21）、フジクロームセンシア200（RM, ISO 200/24）、フジクロームセンシア400（RH, ISO 400/27）を発売する。「プロビア」シリーズが誕生したのと同時期である。

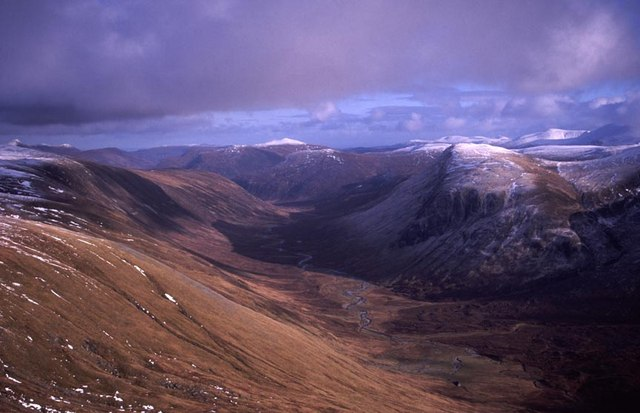
フジクロームセンシア400で撮影されたスライド写真。

1997年（平成9年）3月、「フジクロームアスティア100」とともに、フジクロームセンシアII100（RA II）を発売する。
2003年（平成15年）7月、「フジクロームベルビア100F」「フジクロームベルビア100」「フジクロームアスティア100F」が発売されたが、同月、フジクロームセンシアIII100（RA III）も発売されている。
2011年（平成23年）2月14日、富士フイルムは、「フジクロームセンシアIII100」の135フィルム、24枚撮・36枚撮のそれぞれ20本パックの販売終了をアナウンス、それぞれの単品販売が残った。同年9月5日、同社は、「センシアIII100」の135フィルム、24枚撮・36枚撮のそれぞれ単品の販売終了をアナウンス、同年12月をもって、同銘柄はすべて廃番となった。同社が「今後の使用推奨品」として指定するのは、同じリアルカラーだが超高彩度の「プロビア100F」の135フィルム、24枚撮・36枚撮単品であるという。
「センシアIII100」が生産終了し、同時にアナウンスされた「フジクロームアスティア100F」の120フィルム、220フィルム、シートフィルム（4×5in判、8×10in判、および4×5inクイックロードタイプ）が2012年（平成24年）3月に生産終了すると、「フジクローム」ブランドのカラーリバーサルフィルムは、「ベルビア」「プロビア」の2つだけになる。
日本国外では「センシア200」「センシア400」の135フィルムが、2010年前後まで製造販売されていた。

## 製品

### コード別
- RA （フジクロームセンシア100、ISO 100/21） - 1994年（平成6年）発売
- RA II （フジクロームセンシアII100、 100/21） - 1997年（平成9年）3月
- RA III （フジクロームセンシアIII100、 100/21） - 2003年（平成15年）7月
- RM （フジクロームセンシア200、ISO 200/24） - 1994年（平成6年）発売
- RH （フジクロームセンシア400、ISO 400/27） - 1994年（平成6年）発売

### III100
センシアIII100（センシアスリーひゃく、英語: Sensia III 100）は、2003年（平成15年）7月に発売された富士フイルムのカラーリバーサルフィルム、写真フィルムである。「センシア」シリーズの最終ラインであり、2011年（平成23年）12月、同製品の生産終了とともに、「センシア」シリーズの銘柄はすべて廃番となった。
同製品は、1994年（平成6年）発売の「フジクロームセンシア100」（RA, ISO 100/21）、1997年（平成9年）3月発売の「フジクロームセンシアII100」（RA II）の後継製品として登場したが、同時に発売された「フジクロームベルビア100F」「フジクロームベルビア100」「フジクロームアスティア100F」の開発レポートには、「センシアIII100」の名は言及されていない。
粒状性はRMS:8であり、色再現においてはリアルカラー、彩度は標準彩度、階調は軟調であり、シャープネスは高い。彩度については、「アスティア100F」開発時の新技術を使用している。
デイライトタイプのフィルムであり、タングステン光下では、「富士色温度変換フィルターLBB-12」、あるいは「ラッテンフィルターNo. 80A」を必要とする。
ロールフィルムである135フィルムしか存在せず、厚さ0.127mmのセルローストリアセテートを支持体とする。
現像処理は、他の「フジクローム」製品同様、「フジクロームフィルムプロセスCR-56」およびコダックのカラーリバーサルフィルム「エクタクローム」現像処方である「E-6現像」を指定している。

## ギャラリー

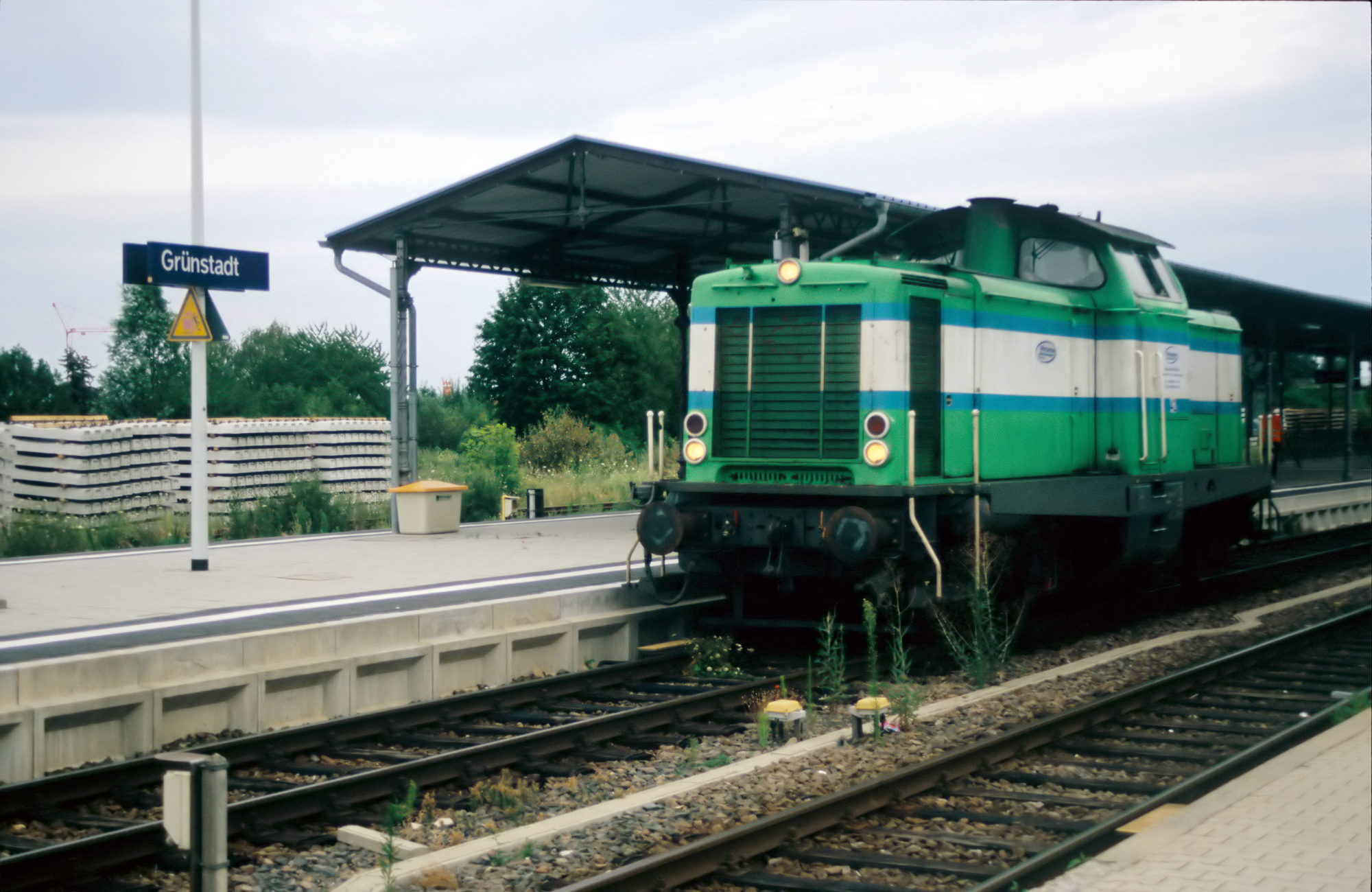
フジクロームセンシア100で撮影されたスライド写真。
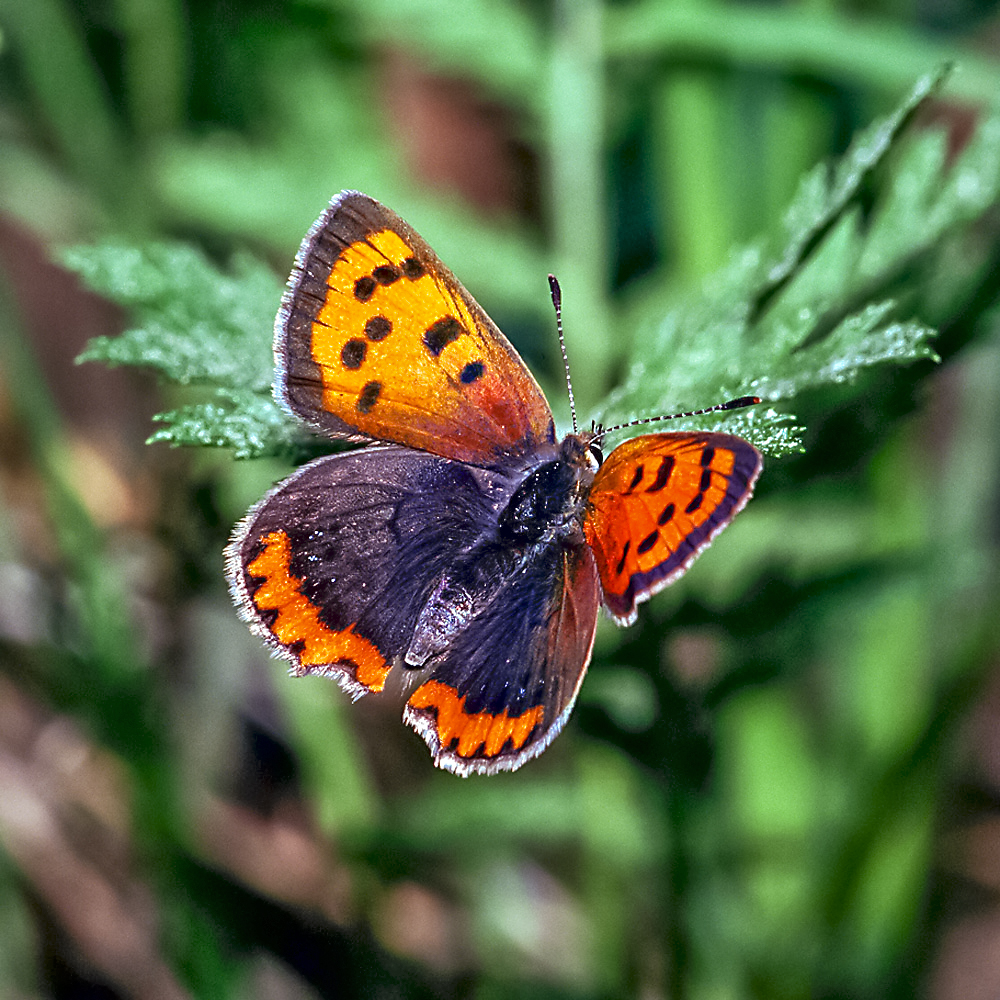
フジクロームセンシアII100で撮影されたスライド写真。
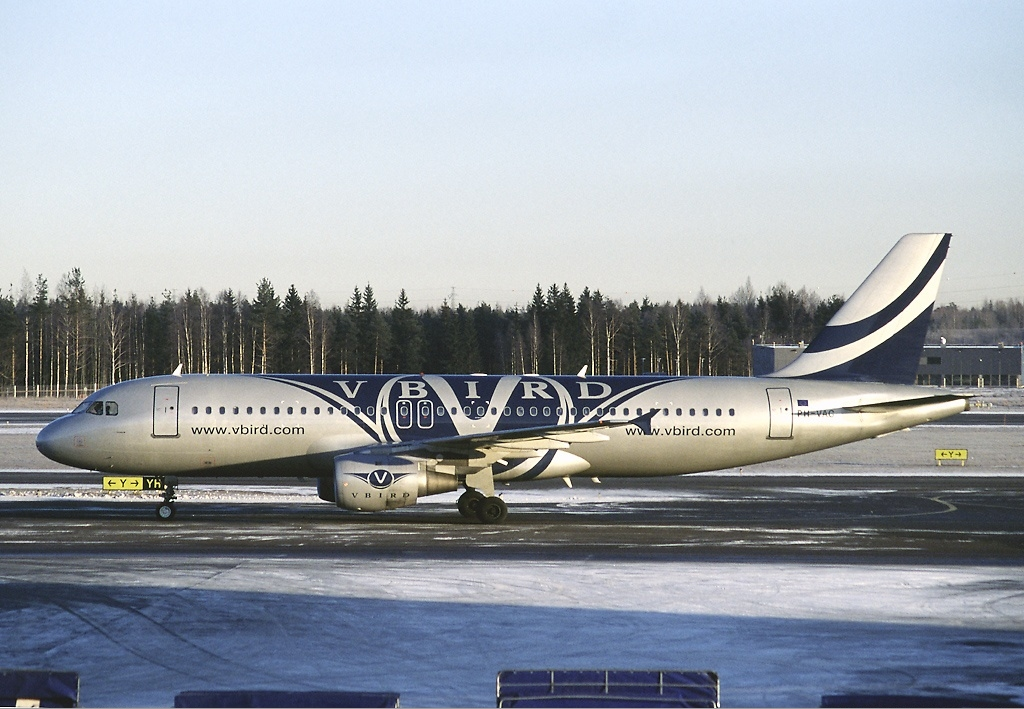
フジクロームセンシア200で撮影されたスライド写真。